# Saunders-Roe SR.45
Dimensions
Le Saunders-Roe SR.45 Princess est un hydravion à coque de ligne décamoteur réalisé par le constructeur britannique Saunders-Roe. Le Princess est le plus grand hydravion tout en métal jamais construit.

## Conception
Dès avant la Seconde Guerre mondiale, le constructeur aéronautique britannique Saunders-Roe (souvent connu sous le sigle Saro) avait envisagé la construction d'hydravions pour le service transatlantique. En 1939, il prévoyait une machine de 85 à 90 tonnes. Reprise en 1943, l'étude aboutissait à un projet de 150 tonnes. Celui-ci fut proposé officiellement au Ministère de l'Air en 1945, et retenu pour une production en 1946, en petite quantité : la compagnie aérienne nationale, la British Overseas Airways Corporation (BOAC) chiffrait son besoin à seulement 3 appareils. On supposait à l'époque que le transport aérien à longue distance allait exiger d'immenses avions ou hydravions, avec des aménagements luxueux dans de vastes fuselages. Le projet, baptisé Saunders-Roe SR.45 Princess, était prévu pour seulement 105 passagers. Pour leur confort, le fuselage était pressurisé. C'était à l'époque le plus grand volume pressurisé jamais réalisé.
L'avion devait être motorisé par des turbopropulseurs Rolls-Royce Tweed. Lorsque ce projet fut abandonné, il fallut adopter dix Bristol Proteus, de même type que ceux équipant le Bristol Brabazon II. Deux de ces turbines étaient montées de façon classique, vers l'extérieur des ailes, et équipés d'hélices quadripales. Les huit autres, vers l'intérieur, étaient couplés deux par deux, dans deux nacelles par aile, et entraînaient des hélices contrarotatives Rotol par l'intermédiaire d'un réducteur. Cette transmission complexe fut une source d'interminables ennuis pour le bureau d'études. 
Le coût du programme dépassa les prévisions, en mars 1951, le contrat initial atteignait 10,8 millions de livres sterling.
Le prix du moteur augmenta fortement, passant de 407 000 £ en 1946 à 4,9 millions de livres sterling, même si le Proteus était déjà financé par le budget Brabazon de Bristol.

## Engagements

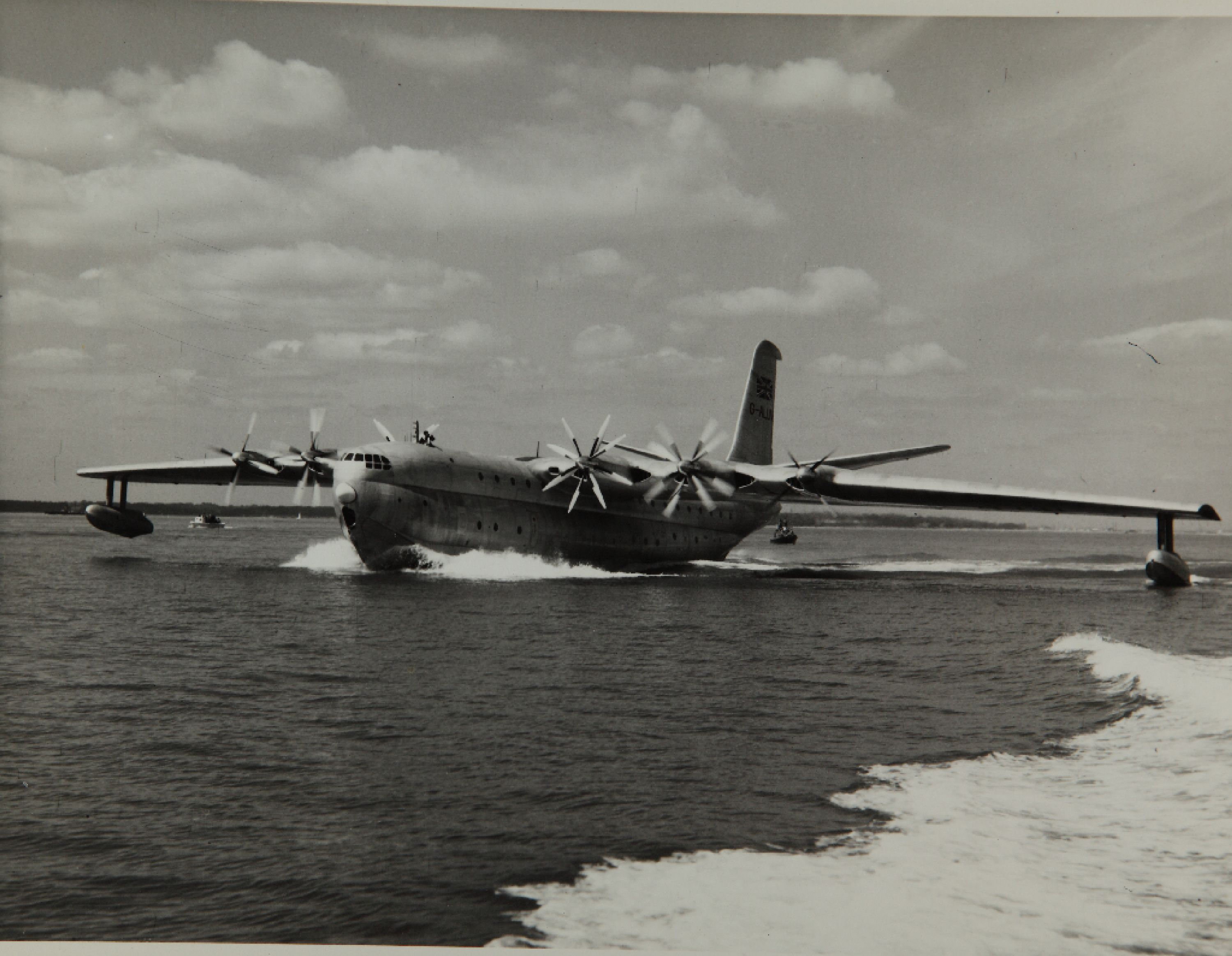
Le SR.45 en mer.

Le Princess fut construit comme prévu à trois exemplaires, immatriculés G-ALUN, G-ALUO et G-ALUP a East Cowes. Après bien des retards - le premier vol étant prévu en 1948 pour fin 1949 - , le premier vola le 22 août 1952 sous la conduite du pilote d'essai Geoffrey Tyson (en) pendant 35 minutes. C'était un magnifique spectacle que de le voir décoller sur la Solent, comme un paquebot muni d'ailes. Un mois plus tard, Tyson  fit une présentation en vol très spectaculaire au Salon aéronautique de Farnborough, avec un passage sur la tranche à une inclinaison presque verticale, un flotteur de bout d'aile frôlant le sol. Des années plus tard, il avoua que cette acrobatie était involontaire : l'effort artificiel, à la vitesse alors atteinte par le Princess, avait été tel qu'il s'était trouvé incapable de revenir rapidement en position horizontale. Seule l'habileté du pilote a permis d'éviter une catastrophe. Cet appareil fut le seul à voler.
Cependant le projet fut abandonné pour des raisons politiques : le gouvernement avait changé, et n'était plus disposé à financer les coûteux projets lancés par son prédécesseur. De plus, la BOAC ne croyait plus à l'avenir des gros hydravions à hélices. Elle acheta à la place le De Havilland Comet à réaction, plus rapide, moins coûteux à construire et plus économe en carburant que les hydravions. Vers le milieu des années 1950, dans tous les pays les grands hydravions commerciaux ont été éclipsés par les avions à réaction terrestres, en raison de plusieurs facteurs tels que les améliorations des pistes et des aéroports ajoutés à la supériorité des avions basés à terre, qui sont affranchis du poids et de la traînée que constituent les coques ni les problèmes de corrosion par l'eau de mer. Il a effectué un total de 47 vols d'essais totalisant 96 heures 50 minutes de vol lors de l'arrêt du programme en 1954.
Lui et les exemplaires non achevés sont mis sous cocon à cette date. Plusieurs projets extrêmement divers sont dévoilés au fil des années pour l'emploi de ces hydravions mais finalement les deux exemplaires non achevés sont démolis en 1964.
Le 12 avril 1967, le  Princess a été remorqué de Cowes jusqu'à un chantier de démolition de Southampton. Sa coque avant fut utilisée un temps par cette entreprise : le pont supérieur devenant un bureau, le pont inférieur un atelier, mais les ailes et l'empennage furent démolis. Finalement, la coque fut brisée.